# گابریله میسالیا
گابریله میسالیا (ایتالیایی: Gabriele Missaglia؛ زادهٔ ۲۴ ژوئیهٔ ۱۹۷۰) دوچرخه‌سوار اهل ایتالیا است.